# Werkelijke oneindigheid
Werkelijke oneindigheid is het idee dat getallen of andere types wiskundige objecten een werkelijk, volledig geheel kunnen vormen, namelijk een verzameling. Vandaar dat in de filosofie van de wiskunde de abstractie van een werkelijke oneindigheid de acceptatie van oneindige entiteiten, zoals de verzameling van alle natuurlijke getallen of een willekeurige rij van rationale getallen, als gegeven objecten met zich meebrengt. 
De tegenhanger van de werkelijke oneindigheid is potentiële oneindigheid. Potentiële oneindigheid is de oneindigheid die de meeste mensen zich voorstellen wanneer ze over het oneindige nadenken. Het aantal natuurlijke getallen is bijvoorbeeld potentieel oneindig. Het maakt niet uit hoe groot het (laatst gebruikte) getal is, het is altijd mogelijk om er nog één bij op te tellen. Hetzelfde geldt bijvoorbeeld voor de lijn met vergelijking {\displaystyle y=2x}. Deze lijn start in de oorsprong en kan in theorie altijd door blijven gaan, verder worden getekend. Er komt geen direct einde aan de lijn. Werkelijke oneindigheid daarentegen is een verzameling van oneindig veel verschillende objecten (zoals getallen), maar binnen een gesloten ruimte. Het is bijvoorbeeld mogelijk om een deel van een lijn in weer oneindig veel verschillende stukken op te delen. Werkelijke oneindigheid gaat dus over een set objecten die technisch gezien compleet is, maar nog steeds oneindig veel verschillende delen bevat. Hoewel het oneindig vaak (willekeurig vaak) opdelen van een lijnstuk wiskundig gezien dus wordt geaccepteerd, is het in de realiteit niet toe te passen. In de paradox van Zeno, getiteld Achilles en de schildpad, blijkt duidelijk waarom dit onmogelijk is.